# 井荻町
井荻町（いおぎまち）は、かつて東京府豊多摩郡に存在した町。現在の東京都杉並区北西部に当たる地域。
1926年（大正15年）に町制施行することにより誕生した。なお、その前身となった井荻村（いおぎむら）についてもここで言及する。

## 地理
地名では井草、下井草、上井草、清水、今川、桃井、善福寺、荻窪（一部）、上荻、西荻北、西荻南（一部）、南荻窪にほぼ相当する地域である。

## 歴史

### 地名の由来
東多摩郡上井草村、下井草村、上荻窪村、下荻窪村が合併する際、井草の「井」と荻窪の「荻」とを組み合わせて命名。

### 沿革・年表
- 1878年（明治11年）11月2日：郡区町村編制施行、多摩郡が4郡に分割され、東多摩郡が成立。
- 1889年（明治22年）5月1日：町村制施行、上井草村、下井草村、上荻窪村、下荻窪村が合併する形で東多摩郡井荻村が発足。人口2,925人[2]。
- 1891年（明治24年）12月21日：甲武鉄道（1906年より国有化）荻窪駅開業。
- 1896年（明治29年）4月1日：南豊島郡・東多摩郡が合併し豊多摩郡となる。
- 1921年（大正10年）8月26日：西武軌道新宿軌道線（1951年から都電杉並線）が荻窪駅南口に乗り入れ。
- 1922年（大正11年）7月15日：中央本線西荻窪駅開業。
- 1926年（大正15年）7月1日：井荻村が町制施行し、井荻町となる。
- 1927年（昭和2年）4月19日：西武村山線（1952年から西武新宿線に改称）開業。
- 1932年（昭和7年）10月1日：東京市に編入され消滅、井荻町及び杉並町、和田堀町、高井戸町の区域をもって杉並区（の一部）となる。

## 行政
- 町役場は、現在の荻窪郵便局と荻窪警察署の間の青梅街道沿いで、現杉並区立桃井第一小学校正門前付近にあった。
- 1907年（明治40年）に井荻村長に就任した内田秀五郎は、井荻信用購買組合（後の東邦信用金庫。現西武信用金庫）設立による農業資金・資材供給の安定化、中央本線荻窪駅〜吉祥寺駅間の新駅誘致（西荻窪駅として開業）、村内の大規模な区画整理などを実行し、名村長とうたわれることとなった。特に区画整理については、関東大震災後、荻窪駅、西荻窪駅周辺の宅地化が急速に進みつつあったことから、多数の反対者を説得の上実施。1933年（昭和8年）には総面積888ヘクタールに及ぶ区画整理が完成した[2]。

## 経済

### 産業
- 豊多摩郡の中では養蚕業が盛んな地域であり、1915年（大正4年）に井荻村の養蚕量は郡内第一位となった[2]。

## 教育機関
- 東京女子大学
- 井荻農商公民学校
- 井荻実修学校
- 井荻町青年訓練所
- 桃井尋常高等小学校
  - 同分校場
- 桃井第二尋常小学校
- 桃井第三尋常小学校

## 交通

### 道路
- 青梅街道
- 所沢道

### 鉄道路線
- 甲武鉄道→国鉄
  - 荻窪駅 - 西荻窪駅
- 西武軌道→武蔵水電→帝国電灯→西武鉄道新宿軌道線
  - 荻窪駅前
- 西武鉄道村山線
  - 下井草駅 - 井荻駅 - 上井草駅

## 関連書籍
- 東京市臨時市域擴張部 『豊多摩郡井荻町現状調査』 1931年